# La Lune d'Omaha
La Lune d'Omaha est le dixième roman policier de Jean Amila paru dans la collection Série noire avec le numéro 839 en 1964.

## Résumé
Le jour du débarquement en Normandie à Omaha Beach, le 6 juin 1944, George R. Hutchins profite de la confusion pour déserter, grâce à l'aide d'un paysan normand, Amédée Delouis, chargé de s’occuper des morts américains. Après la falsification de papiers d’état-civil, le GI devient son fils, Georges Delouis, en échange d’une rente mensuelle. 
Vingt et un an après, Georges est installé en Seine-et-Marne, marié à Janine, institutrice, et père de trois enfants. Mais le 24 juin 1963, à la suite du décès d’Amédée, la vraie famille réapparaît. Fernand, le fils, comprend vite qu’il a quelque chose de louche chez ce frère. Dans 
une confrontation, Georges révèle la vérité et menace de se dénoncer, ce qui mettrait fin au versement de la rente.
Au cours d’une visite au cimetière d’Omaha, Georges est reconnu par le sergent Reilly, responsable du mémorial, seul survivant officiel du groupe de George le jour du débarquement. Mais Reilly ne le dénonce pas et l’aide à déjouer les manœuvres de Fernand qui veut continuer à percevoir la rente. Mis dans la confidence, le capitaine Mason, administrateur du cimetière, aide Georges à se créer une nouvelle identité.
Mais Georges et la femme de Reilly, Claudine, ont une aventure, et Janine tue celui qu’elle avait protégé pendant plus de vingt ans.

## Éditions
Le roman est publié dans la Série noire avec le numéro 839 en 1964. Il est réédité en 1970 dans la collection La Poche noire avec le numéro 126, puis en 1982 dans la collection Carré noir avec le numéro 424. Il l’est à nouveau dans la collection Série noire en 1995 avec le même numéro et enfin en 2003 dans la collection Folio policier avec le numéro 309.

## Autour du livre
Claude Mesplède dans Les Années Série Noire signale que « La Lune d’Omaha compte certainement parmi les romans noirs d’Amila les plus représentatifs ».

## Adaptation
Le roman est adapté pour la télévision en 1985 par Jean Marbœuf avec le titre éponyme dans le cadre de la série télévisée Série noire.

## Sources
- Polar revue trimestrielle no 16, octobre 1995
- Claude Mesplède, Les Années Série Noire vol.2 (1959-1966), page 201-202, Encrage « Travaux » no 17, 1993
- Jean Amila, années 60